# Wolverine Lake (district de Cochrane)
Pour les articles homonymes, voir Wolverine Lake.
Wolverine Lake est un lac situé dans le district de Cochrane, dans le Nord-Est de l'Ontario, au Canada.